# Абецедарій
Абецеда́рій, абецена́рій (лат. abecedarium, abecenarium — абетка) — в країнах, що використовують латинку, абетка взагалі, а також буквар, який містить тільки букви і склади.
У палеославістиці абецедарій — стійкий термін: так називають слов'янську абетку (глаголицю чи кирилицю), поміщену в іншомовному рукописі (ксенографічні абецедарії) і з назвами букв. Найстаріші абецедарії є джерелом реконструкції первісної глаголичної абетки.
Відомо не менше 17 слов'янських абецедаріїв із назвами літер, з яких особливо значущі:
1. Паризький (XI століття), Abecedarium bulgaricum, нині відомий тільки в копії (кругла глаголиця, літери названо латиницею),
2. Синайський (XII століття) на полях Псалтирі (з грецькою і латинською транслітерацією);
3. Мюнхенський або Ягича (XII—XIII століття) на останній сторінці творінь черниці Хросвіти[ru] (глаголиця і кирилиця з латинськими назвами, опублікований ще 1501 року);
4. Бамберзький (початку XIII століття), де слов'янські абетки даються разом з іншими «екзотичними» абетками;
5. Стокгольмський, взятий у трофей шведами з Чехії в Тридцятирічну війну, представляє хорватську глаголицю і кирилицю.

Рідше абецедаріями називають стародавні абетки, виписані на стінах церков, на полях рукописів і цер, у берестяних грамотах, де назв букв не вказано.

## Абетковий акровірш
Абецедарієм також називають особливу форму середньовічної поезії, вид акровірша в якому перші літери кожної строфи (або навіть кожного вірша) утворюють абетку; застосовується як у релігійній («Гімни», Азбучна молитва), так і у світській дидактичній поезії (наприклад, ABC des femmes, початок XIV століття).
У слов'янській традиції до абецедаріїв належать болгарська азбучна молитва X століття і акровірші, написані в наслідування їй у різних слов'янських країнах.